# Altra Industrial Motion

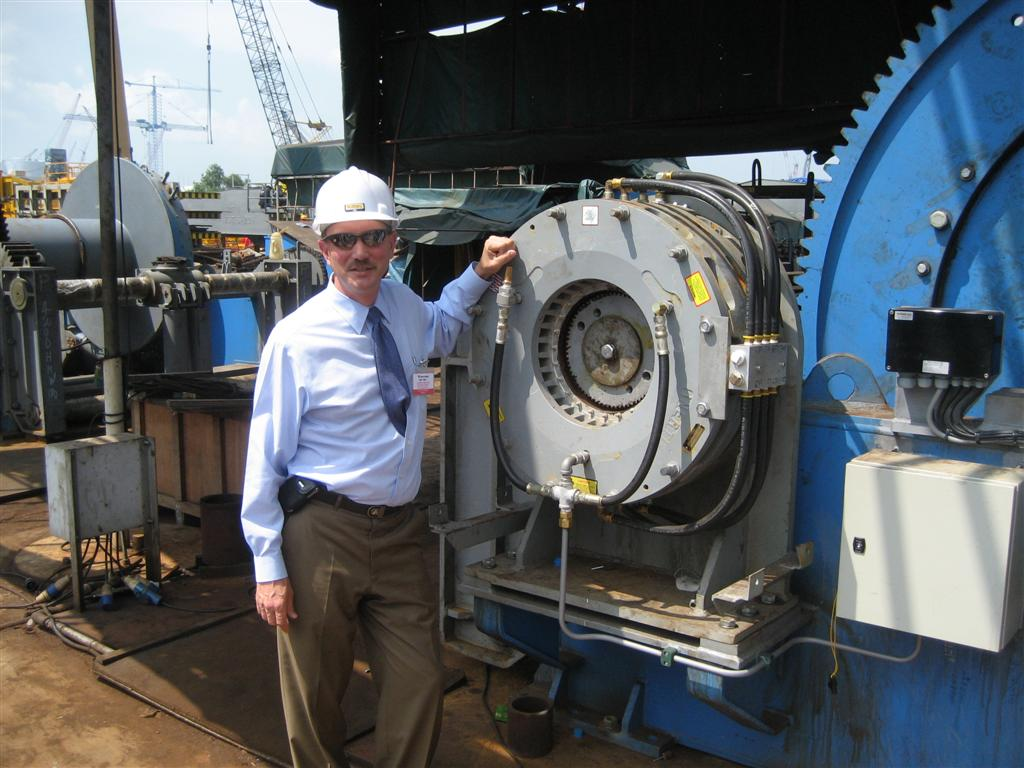
Генеральный директор Altra Карл Кристенсон рядом с тормозом Wichita Clutch KopperKool на якорной лебёдке в Сингапур.

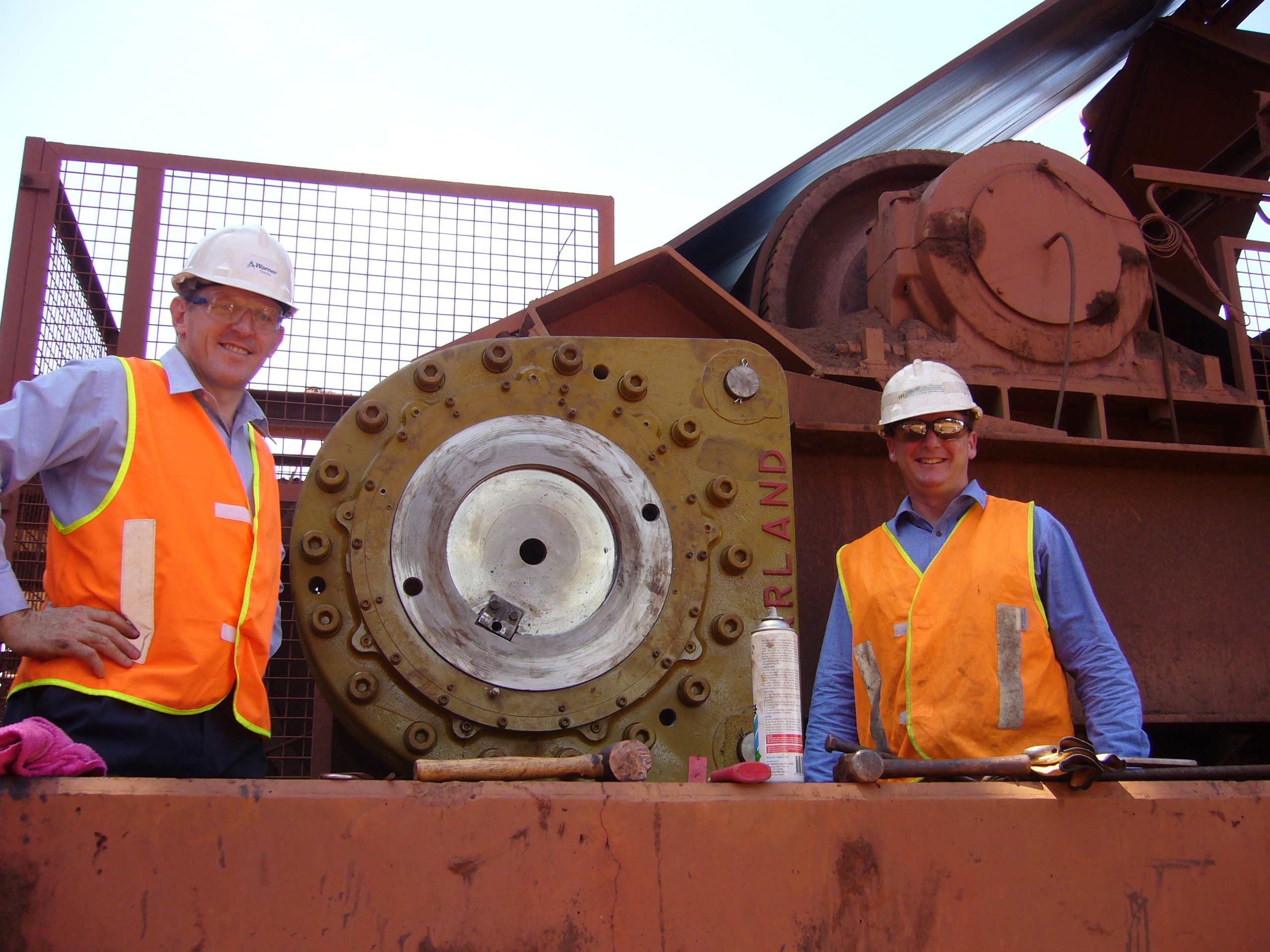
Муфта Marland Clutch установленная на угольном погрузчике в Порт-Хедленде (Австралия), вместе с двумя сотрудниками из офиса продаж и поддержки Altra из города Касл-Хилл, штат Новый Южный Уэльс

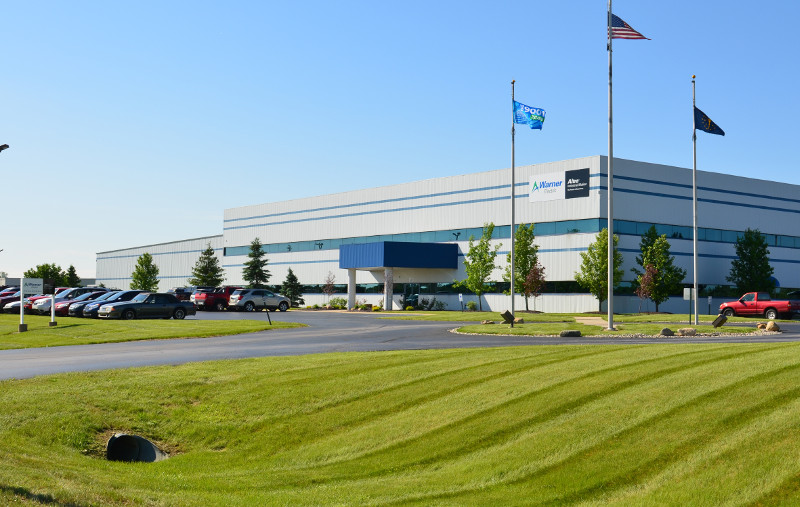
Завод и территория Warner Electric в Колумбия-Сити (штат Индиана, США)

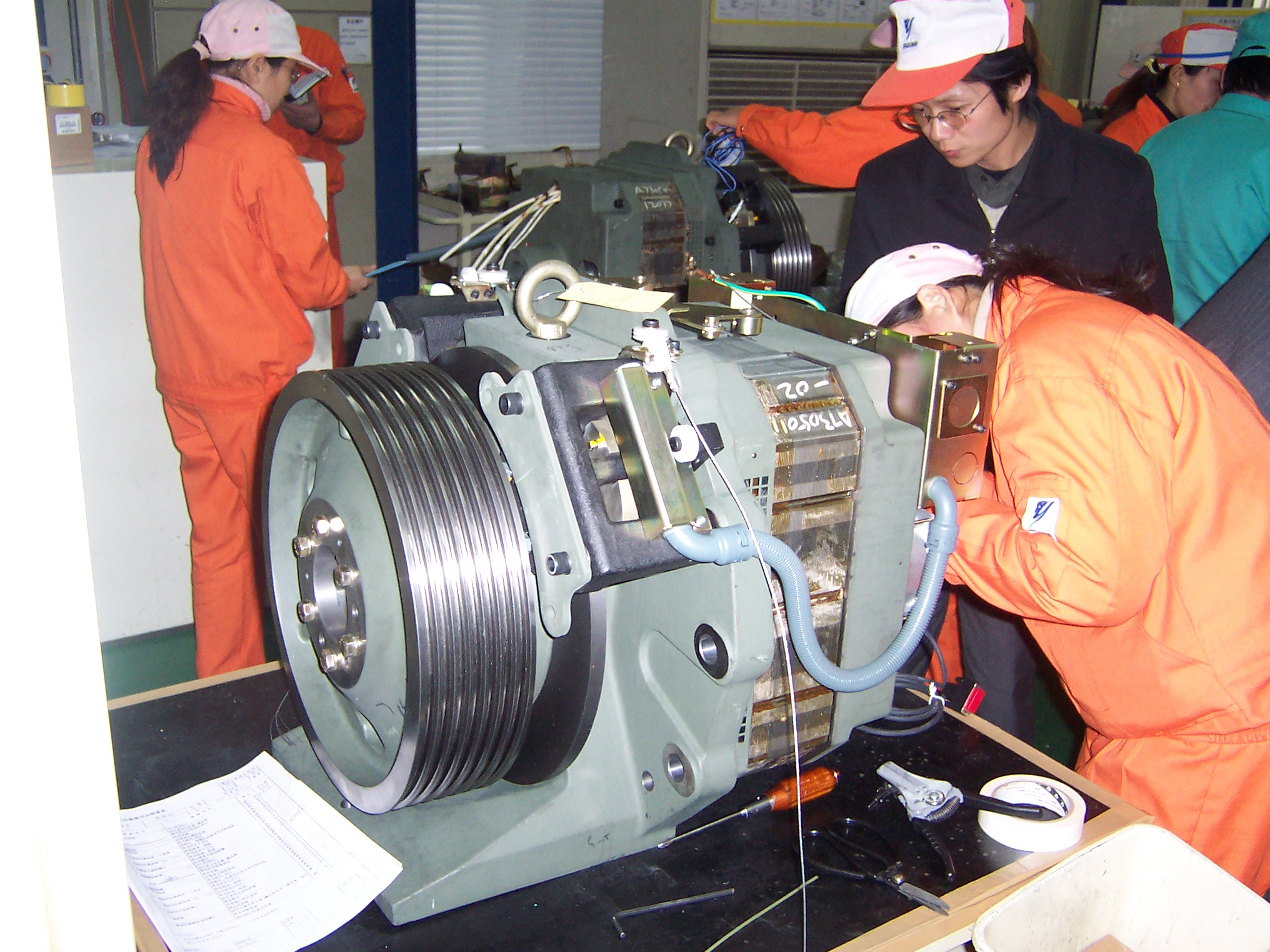
Тормоз Warner Electric, установленный на японском тяговом двигателе.

Altra Industrial Motion — производитель механических силовых передач — тормозов, сцеплений, муфт, мотор-редукторов, концевых выключателей и т. д. Хотя для непрофессионала подобные продукты кажутся автомобильными, на самом деле большинство продуктов Altra используется в промышленном оборудовании, таком как отказоустойчивые тормоза для грузоподъёмных механизмов и вилочных погрузчиков, мотор-редукторы на конвейерах, тяжёлые тормоза на горнодобывающем оборудовании, муфты для оборудования для укупорки напитков и т. д.
Altra является материнской компанией нескольких брендов в отрасли передачи механической энергии, в их числе: Ameridrives, Bauer Gear, Boston Gear, Warner Electric, TB Wood’s, Stieber Clutch, Twiflex, Matrix International и Wichita Clutch.
Штаб-квартира компании находится в Брейнтри (штат Массачусетс, США). В 2019 году были зафиксированы продажи на 2 миллиарда долларов США.
27 марта 2023 года Altra куплена компанией Regal Rexnord (англ.).

## История
Компания была основана в 2004 году путем приобретения Colfax Power Transmission Group (CPTG) и Kilian Manufacturing частной инвестиционной компанией Genstar Capital. Которая в то время состояла из нескольких брендов, включая Ameridrives, Boston Gear, Formsprag, Marland, Nuttall/Delroyd, Stieber, Warner Electric и Wichita Clutch. После основания Altra сделала несколько стратегических приобретений, включая TB Wood’s, Hay Hall (Bibby, Matrix, Twiflex, Huco и Inertia Dynamics), Svendborg Brakes, Bauer Gear Motor, Guardian Couplings, Lamiflex Couplings и Bear Linear (ныне Warner Linear), Kollmorgen Corp, Thomson Linear, Portescap, Jacobs Vehicle Systems.
Хотя Altra — относительно молодая компания, бренды существуют уже много-много лет. Бренды и год их основания:
Компания Altra Industrial Motion стала публичной в декабре 2006 года. Он торгуется на бирже NASDAQ под символом AIMC.
Широкий ассортимент продукции Altra можно разделить на семь отдельных категорий:
- Электрические сцепления и тормоза (ECB): Подразделение электрических сцеплений и тормозов состоит из четырёх брендов, сгруппированных для максимальной эффективности инжиниринга и продаж. Warner Electric, Matrix International, Inertia Dynamics и Warner Linear проектируют и производят системы торможения и позиционирования, которые используются на мировых рынках, включая погрузочно-разгрузочное, упаковочное оборудование, продукты питания и напитки, лифты и эскалаторы, медицинскую, садово-парковую, внедорожную, вилочные погрузчики, морскую и сельскохозяйственную технику.
- Механические сцепления, муфты и тормоза (CCB): муфты, сверхмощные муфты и тормоза, муфты свободного хода и ременные приводы Altra сгруппированы вместе, чтобы обеспечить широкое межбрендовое инженерное сотрудничество. TB Wood’s, Ameridrives, Bibby Turboflex, Lamiflex, Ameridrives Power Transmission и Huco вместе с Wichita Clutch, Twiflex Limited, Svendborg Brakes, Industrial Clutch, Formsprag Clutch, Marland Clutch и Stieber Clutch предоставляют решения для компонентов трансмиссии для различных отраслей промышленности, включая энергетику и металлургию., горнодобывающую, морскую, нефтегазовую, пищевую, целлюлозно-бумажную, упаковочную, аэрокосмическую и оборонную промышленность, переработку сточных вод, бетон и погрузочно-разгрузочные работы.
- Зубчатая передача: Зубчатые передачи, мотор-редукторы и специальные подшипники Altra включают в себя такие бренды, как Boston Gear, Nuttall Gear, Delroyd Worm Gear, Bauer Gear Motor и Kilian Manufacturing. Эти бренды предлагают энергоэффективные зубчатые передачи и подшипники, предназначенные для промышленного применения. Ключевые мировые рынки включают металлургическую промышленность, продукты питания и напитки, энергию, очистку сточных вод, садово-парковую технику, целлюлозно-бумажную, текстильную, бетонную промышленность, нефть и газ, погрузочно-разгрузочные работы и аэрокосмическую промышленность.
- Коллморген:
- Томсон:
- Автомобильные системы Jacobs:
- Портескап:

Altra имеет производственные мощности в США, Европе и Азии. С момента основания компании в 2004 году многие фабрики производят продукцию более чем одного бренда.